# Área de Proteção Ambiental Lago do Amapá
A Área de Proteção Ambiental Lago do Amapá está localizada no estado do Acre na região norte do Brasil. O bioma predominante é o da Floresta Amazônica.